# Emiel Priem
Emiel Priem (Staden, 27 juni 1870 - Zonnebeke, 4 oktober 1931) was een Belgisch politicus en burgemeester van Zonnebeke.

## Biografie
Emiel Priem was van beroep landbouwer en had een boerderij met legkippen en boomgaarden. Ze was gelegen in de Albertstraat nabij de plek waar na de Eerste Wereldoorlog het Tyne Cot Cemetery, de grootste Britse militaire begraafplaats op het Europese vasteland tot stand kwam.
Priem was sinds 1899 gemeenteraadslid en sinds februari 1913 schepen in Zonnebeke.
Tijdens de Eerste Wereldoorlog verbleef de familie in het Franse Charentilly. Ze kwamen begin 1920 terug, waarna de volledig vernielde hoeve werd heropgebouwd.
Priem werd burgemeester van de gemeente in 1921 en bleef dit tot aan zijn dood in 1931.
Hij was de vader van Paul Priem (1918-2012), die zelf burgemeester was van Zonnebeke van 1958 tot 1982.